# Mstislav Vladimirovič
Mstislav Vladimirovič, přezdívaný také Mstislav Chrabrý (pravděpodobně 983 – 1036) byl kníže Tmutarakaňského knížectví (990/1010–1036) a Černigovského knížectví (1024–1036), syn Vladimíra I. Velkého a jeho manželky Adély.

## Život
Pravděpodobně se narodil v roce 983 o něco později než Svatoslav Vladimirovič a Jaroslav I. Moudrý. Mstislav Vladimirovič umřel během lovu v roce 1036.

### Tmutarakaňský kníže (990/1010–1036)
Za vlády v Tmutarakaňském knížectví (990/1010–1036) se mu podařilo podmanit si Chazary, kteří obývali pobřeží Azovského moře. Kasogovové byli pohraničním obyvatelstvem abchazsko-adygejského původu, které obývalo území Kumsko-manyčské sníženiny – zasahovalo tedy do území Alanů, což vadilo jejich knížeti Rededovi a kníže rozpoutal válku.
Průběh Mstislavovovy vítězné války popisuje ve své kronice letopisec Nikon a je zaznamenána i v pozdějším vydání Slova o pluku Igorově. Na počest vítězství ve válce kníže postavil kamenný chrám, jehož základy se našly při archeologických vykopávkách ve městě Tmutarakaň.
V roce 1024 Mstislav začal bojovat proti svému bratru Jaroslavu I. O rok dříve (1023), kdy se kyjevský panovník snažil zmírnit zmatek v Vladimirsko-suzdalské knížectví, Mstislav se dostal až ke Kyjevu, město si však nedokázal podmanit. Místo těchto oblastí proto obsadil území a podmanil si obyvatelstvo kolem Černigova. Jen co se konflikty ve Vladimirsko-suzdalském knížectví Jaroslavu I. podařilo uhasit, odebral se do Novgorodu sebrat armádu proti svému bratrovi Mstislavovi, kterému v bitvě v roce 1024 podlehl a byl nucen utéci do Novgorodu. Mstislav se však poslal k Jaroslavovi I. posly, aby mu oznámili, že se klidně může vrátit do Kyjeva a vládnout tam jako nejvyšší panovník Kyjevské Rusi po pravou stranu řeky Dněpr. Ten mu však nevěřil a do Kyjeva místo sebe poslal své náměstky, kteří v něm vládli, dokud se bratři nesetkali před branami Kyjeva, kde oba podepsali mírovou smlouvu. Jaroslav I. získal Kyjev a pravou stranu Dněpru a jeho bratr Mstislav Vladimirovič vládl na straně opačné Černigovu a Perejaslavu.

### Černigovský kníže (1024–1036)
Během panování knížete v Černigovském knížectví se snažil ovládnout území Jasů kolem ústí řeky Kura, kam v roce 1029 vtrhl společně s kmenem Alanů. V roce 1031 se jeho vojska objevila u Kaspického moře, napadla město Baku a vylodila se v oblasti Arran, ve kterém právě zemřel místní panovník Feld. Novým panovníkem oblasti se stal jeho syn Musa, avšak druhý syn za vydatné podpory širvanšacha doufal v nadějný zisk čerstvě obsazeného trůnu. Mstislav však se svým vojskem začal podporovat Musu a jeho bratra poslal do města Bajlakany. V této situaci mělo Mstislavovo vojsko volnou cestu přes Arménii do Byzantské říše. Mstislav se na základě podpory Musa v boji proti jeho bratrovi o trůn společně s jeho spojencem – alanskými knížetem – doufal na zisk území v ústí řeky Kura, ale situace se v roce 1032 značně změnila. Musa se oženil s dcerou širvanšacha a stal se tak Mstislavovým spojencem. Emír Derbentu Mansur se k tomuto svazu přidal také. Ten však byl v nepřátelském vtahuje vůči carovi Sarirovi Bucht-Šize, kterému dal jeho dceru za ženu. Sarirovo vojsko, které tradičně podporoval Tmutarakaňsko-alanský svaz se nyní ocitlo v nepřátelském obklíčení a bylo postupně napadáno derbentci a Lezginci. Ty se v roce 1033 spojená rusko-alanská vojska pokoušela porazit, ale nebyla úspěšná.

## Děti
Podle Lübeckého letopisu byla jeho ženou Anastázia, s níž měl dvě děti:
- Evstafij Mstislavič
- Tatiana Mstislavičovna – její existence není hodnověrně zdokumentována